# Јозеф Вроњски
Јозеф Хоене-Вроњски (пољ. Józef Hoene-Wroński; Волштин, 23. август 1778 — Неји сир Сен , 9. август 1853) је био пољски филозоф, математичар, физичар, правник и економиста. У математици је познат по детерминанти званој Вроњскијан.

## Детињство и младост
Рођен је као Јозеф Хоене 23. августа 1778. у Волштину у Пољској. Његови родитељи воде порекло од Чеха, који су се населили у западној Пољској. Отац му је био градски архитекта у Познању. Јозеф се школовао у Познању и Варшави. Током 1794. учествовао је у Кошћушковом устанку као артиљеријски официр. Након заробљавања служио је у руској војсци до 1797, када је ослобођен службе. Током војне службе унапређен је у чин потпуковника. До тада му је умро отац оставивши му довољно новца да студира филозофију у Немачкој до 1800. на бројним универзитетима. Током 1800. постао је француски држављанин, када је и ступио у пољску легију у Марсељу.

## Велики циљеви реформе целокупнога људскога знања
У Француској је почео да се бави научним радом учествујући у раду обсерваторије у Марсељу. Почео је да се бави теоријом постанка свемира. Током 1810. преселио се у Париз, где је почео да користи презиме Вроњски. Током свога живота објавио је преко стотину радова, а још више радова је оставио у рукопису. У науци постављао је себи изузетно високе циљеве. Намеравао је да изврши потпуну реформу филозофије, математике, астрономије и технологије. Циљ му је био да реформише све људско знање, тако да је поред филозофије и математике радио у области економије, политике, историје, права, музике, психологије и педагогије.

## Контроверзне теорије
Док је боравио у Марсељу бавио се комплексном теоријом постанка свемира. У то време дописивао се са готово свим водећим научницима и математичарима тога времена. Током 1810. објавио је резултате свога истраживања у једној изузетно дебелој књизи, у којој се залагао за нове основе науке и математике. Његове теорије су биле изразито питагорејске, односно све у свемиру су снивале на бројевима и њиховим својствима. Међутим његове идеје су биле слабо прихваћене од његових савременика, који су углавном одбацивали његове теорије о свемиру. Ипак пошто се одраније дописивао са најважнијим математичарима његове теорије су добиле много више пажње од уобичајене. Чак је и Жозеф Луј Лагранж позабавио анализом његове теорије, коју је онда строго критиковао. Услед свих тих контроверзи Вроњски је био присиљен да напусти обсерваторију.

## Неуспешна истраживања
Након напуштања обсерваторије почео је да примењује филозофију у математици. Током 1812. објавио је рад са намером да докаже да свака једначина има алгебарско решење, што је било супротно од резултата, до којих је у то време дошао Паоло Руфини. Показало се да је Руфини био у праву. Након тога посветио се разним углавном неуспешним истраживањима. Развио је фантастичан дизајн возила гусеничара, са намером да замени железнички транспорт. Међутим никога није успео да увери да је то вредно инвестиција. Током 1819. отишао је у Енглеску где је неуспешно покушао да добије новац потребан за израду уређаја за одређивање географске дужине. Неколико година остао је у Енглеској.

## Питагорејске идеје и утицај на окултизам
У Лондону је 1821. објавио књигу из математике, што му је поправило финансијски положај. Вративши се у Француску наставио је да се бави комбинацијом математичких и фантастичних идеја, углавном ниподаштаван у интелектуалним круговима. Поред питагорејске опсесије много времена је посветио раду на неколико узалудних подухвата, укључујући покушај да изгради перпетуум мобиле, да реши квадратуру круга или да предвиди будућност. Током 1852. окултист Елифас Леви је срео Вронскога. Леви је био одушевљен идејама Вронскога, који је имао велики утицај на његов рад. Вроњски је умро 1853. у Неји сир Сен у предграђу Париза.

## Математички успеси
Иако је током његовога живота цели његов рад био одбациван као бесмислен ипак се касније уочило да неки његови радови имају смисла. Његов математички рад садржавао је више значајних резултата. Најзначајнији је његов рад на редовима. Критиковао је Лагранжов рад на бесконачним редовима. Иако је углавном његова критика Лагранжовога рада била неоснована ипак је у свом раду увео кофицијенте, који су постали познати. Развио је функције у редове Вроњскога, а коефицијенти редова, које је Вроњски развијао постали су познати после његове смрти. Радило се о детерминантама данас познатим као Вроњскијани.